# Nadja Tiller
Pour les articles homonymes, voir Tiller.
Nadja Tiller, née le 16 mars 1929 à Vienne en Autriche et morte le 21 février 2023 à Hambourg est une actrice autrichienne. Elle est l'une des actrices germanophones les plus connues des années 1950 et 1960.

## Biographie
Maria Nadja Tiller est la fille de l'acteur viennois Anton Tiller et de la chanteuse d'opérette et actrice Erika Körner. À partir de 1945, elle étudie au Max-Reinhardt-Seminar et jusqu'en 1949 à la Musik- und Schauspielakademie. La même année, elle devient membre de l'ensemble du Theater in der Josefstadt.
Également en 1949, elle remporte le concours de Miss Autriche et fait ses débuts au cinéma dans Märchen vom Glück. Peu après, elle tourne Kleiner Schwindel sous la direction de Franz Antel au bord du Wolfgangsee. De nombreux rôles suivent dans des comédies sans intérêt jusqu'à ce qu'elle soit choisie par Rolf Thiele pour son film La Famille Barring aux côtés de Dieter Borsche en 1955. Ce film marque la percée artistique de Nadja Tiller. Jusqu'en 1970, elle tourne dix autres films sous la direction de Thiele, puis en 1962 Lulu avec Mario Adorf, O. E. Hasse et Hildegard Knef.
Elle épouse l'acteur allemand Walter Giller le 5 février 1956 avec lequel elle vit à Lugano (Suisse) jusqu'en 2007 date à laquelle ils annoncent qu'ils se retirent dans une maison de retraite à Hambourg (Allemagne). Walter Giller y décède d'un cancer le 15 décembre 2011, âgé de 84 ans. Le couple a eu deux enfants Natascha (*1959) et Jan-Claudius (*1964).

### Carrière
Nadja Tiller connaît le succès avec Märchen vom Glück (Bonne Chance conte de fées) en 1949.
En 1955, elle donne la réplique à O.W. Fischer et Anouk Aimée dans L'amour ne meurt jamais, un film dont le scénario est tiré d'un roman de Cronin.
Elle atteint une notoriété internationale en 1958 avec La Fille Rosemarie de Rolf Thiele. On la voit également dans plusieurs films français, notamment La Tour, prends garde ! où elle est la partenaire de Jean Marais et Le Désordre et la Nuit dont elle partage la vedette avec Jean Gabin.

## Filmographie

### Cinéma
- 1949 : Märchen von Glück d'Arthur De Glahs : Lucia
- 1949 : Kleiner Schwindel am Wolfgangsee de Franz Antel : Susanne Thomas
- 1952 : Schäm' dich, Brigitte! de E. W. Emo : Olga Fellmaier
- 1952 : Illusion in Moll de Rudolf Jugert : Vera
- 1953 : Einmal keine Sorgen haben de Georg Marischka : Frau von Fischer
- 1953 : Die Kaiserin von China de Steve Sekely : Viktoria
- 1953 : Ein tolles Früchtchen de Franz Antel : Madeleine
- 1953 : Parade des succès (Schlagerparade) d'Erik Ode : Sherry Sommer
- 1954 : Elle de Rolf Thiele : Din
- 1954 : Liebe und Trompetenblasen d'Helmut Weiss : Ninon Careli Star
- 1954 : Mädchen mit Zukunft de Thomas Engel : Fatme
- 1954 : Le Dernier Été (Der letzte Sommer) d'Harald Braun : Anja
- 1955 : Gestatten, mein Name ist Cox de Georg Jacoby : Vera Walden
- 1955 : Bal au Savoy' (Ball im Savoy) de Paul Martin : Tangolita
- 1955 : La Famille Barring (Die Barrings) de Rolf Thiele : Gerda von Eyff
- 1955 : Griff nach den Sternen de Carl-Heinz Schroth : Daniela
- 1955 : Wie werde ich Filmstar? de Georg Dammann, Michael Jary et Theo Lingen : Marianne Krause
- 1955 : Hotel Adlon de Josef von Báky : Mabel Shark
- 1955 : Mozart de Karl Hartl : Aloysia Weber
- 1956 : Das bad auf der Tenne de Paul Martin : Evelyn Korff
- 1956 : L'amour ne meurt jamais (Ich scuhe Dich) d'O.W. Fischer : Gaby Brugg
- 1956 : L'Espion de la dernière chance (Spion für Deutschland) de Werner Klingler : Joan Kenneth
- 1956 : Friederike von Barring de Rolf Thiele :
- 1958 : La Tour, prends garde ! de Georges Lampin – Mirabelle
- 1958 : Le Désordre et la Nuit de Gilles Grangier - Lucky Friedel
- 1958 : La Fille Rosemarie de Rolf Thiele
- 1959 : Du rififi chez les femmes d'Alex Joffé
- 1959 : À bout de nerfs (Labyrinth) de Rolf Thiele
- 1959 : Les Seins de glace (The Rough and the Smooth) de Robert Siodmak
- 1959 : Les Buddenbrook d'Alfred Weidenmann
- 1960 : La Peau d'un espion (Die Botschafterin) d'Harald Braun
- 1961 : Vendredi 13 heures d'Alvin Rakoff
- 1961 : L'Aventurière bien-aimée (de) d'Ákos von Ráthonyi
- 1961 : L'Affaire Nina B. de Robert Siodmak
- 1962 : La Chambre ardente de Julien Duvivier
- 1962 : Les Liaisons douteuses (Lulu) de Rolf Thiele
- 1962 : Âme noire de Roberto Rossellini
- 1962 : Les Amours difficiles
- 1963 : Le Château Gripsholm (en) de Kurt Hoffmann
- 1963 : Le Grand Jeu de l'amour (Das große Liebesspiel) d'Alfred Weidenmann
- 1964 : Tonio Kröger de Rolf Thiele
- 1965 : Pleins feux sur Stanislas de Jean-Charles Dudrumet
- 1965 : Belles d'un soir
- 1966 : Du rififi à Paname de Denys de La Patellière
- 1966 : Opération Opium (The Poppy Is Also a Flower) de Terence Young
- 1966 : Tendre Voyou de Jean Becker
- 1966 : Comment j'ai appris à aimer les femmes de Luciano Salce
- 1968 : Les Amours de Lady Hamilton de Christian-Jaque
- 1969 : La Mort sonne toujours deux fois d'Harald Philipp
- 1972 : L'etrusco uccide ancora d'Armando Crispino
- 1972 : Le Moine d'Ado Kyrou
- 1974 : Il baco da seta de Mario Sequi
- 1975 : La Baby-Sitter de René Clément
- 2004 : René Deltgen - Der sanfte Rebell de Michael Wenk

## Distinctions

### Récompenses[6]
- 1956 : Masque d'or de la meilleure actrice débutante
- 1959 : Prix du film italien (Biennale) pour La Fille Rosemarie
- 1960 : Médaille d'argent de la Meilleure actrice pour À bout de nerfs
- 1963 : Prêmio Saci (prix du film argentin) pour Moral 63
- 1979 : Médaille d'or pour sa contribution à la renommée du cinéma allemand
- 1999 : Médaille de platine du prix Romy-Schneider Romy pour sa réussite exceptionnelle
- 1999 : Médaille de la ville de Vienne
- 2005 : Prix DIVA dans la catégorie Lifetime Award (Hall of Fame)
- 2006 : Bambi dans la catégorie lifetime achievement pour l'ensemble de sa carrière
- 2009 : Prix Askania pour son œuvre cinématographique (ex æquo avec Walter Giller)

### Décorations
- 1999 :  Récipiendaire de 1re classe de la croix d'honneur autrichienne pour la science et l'art[7]
- 2000 :  Chevalier de l'ordre du Mérite de la République fédérale d'Allemagne